# شعوب أوغرية

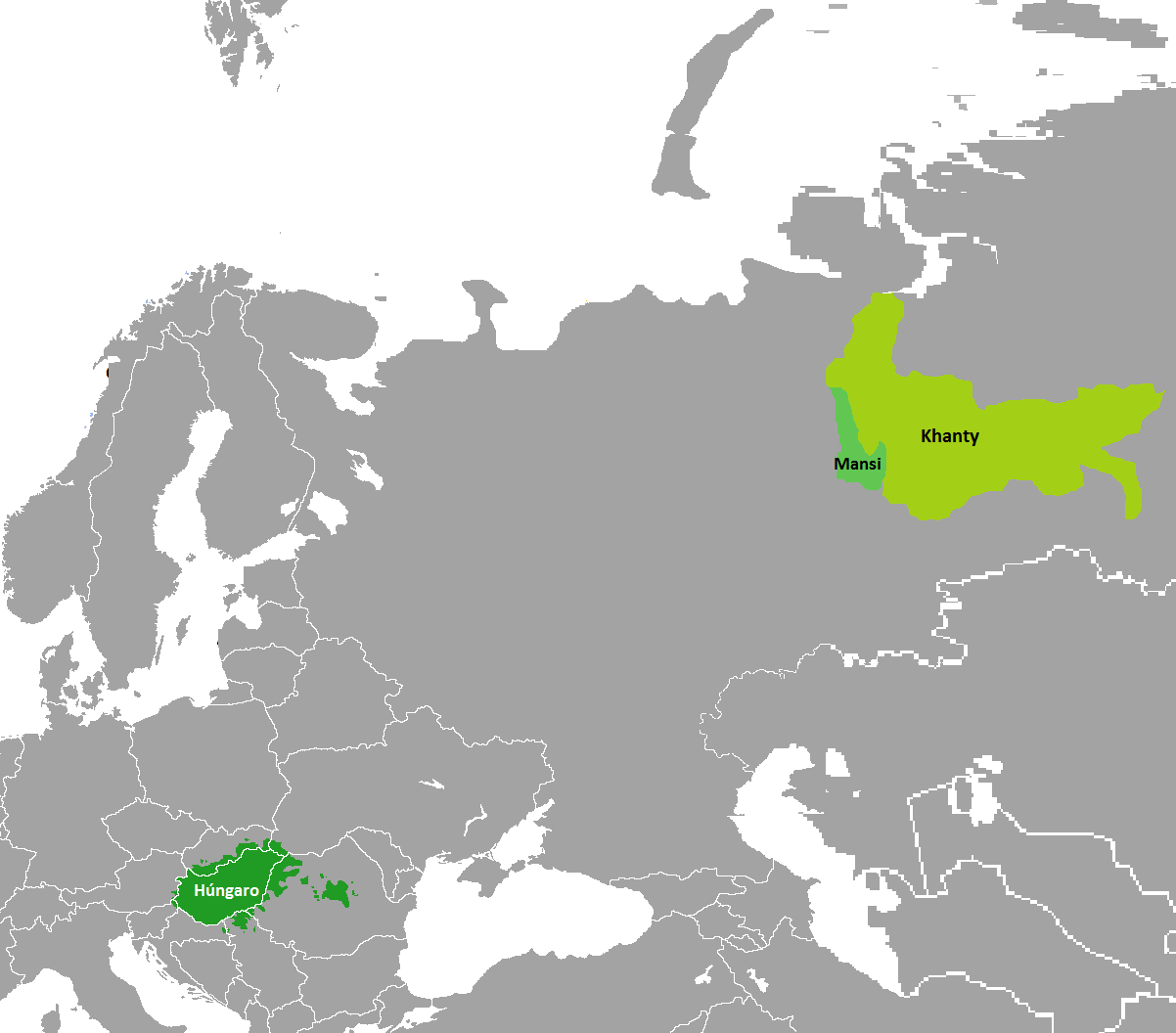

الشعوب الأوغرية (بالإنجليزية: Ugric peoples)، هي الجماعات العرقية التي تتحدث باللغة الأوغرية. وتشمل المجريين وخانتي والمانسي.
أكبر فئات الشعب الأوغري حتى الآن هم المجريون، الذين يبلغ عددهم المتراوح بين 13-14 مليون نسمة. وهم يعيشون في حوض الكاربات، لا سيما في المجر. يعيش شعب خانتي (21،000) وشعب مانسي (12،000) في منطقة نهر أوبي في روسيا، ومعظمهما في منطقة أوكروغ خانتي-مانسي ذاتية الحكم حيث كلاهما أصغر فئات الشعب الأوغري.